# Khāk Vānaq
Khāk Vānaq (persiska: خاک وانق, Khākvānaq) är en ort i Iran.   Den ligger i provinsen Östazarbaijan, i den nordvästra delen av landet, 500 km nordväst om huvudstaden Teheran. Khāk Vānaq ligger 2 085 meter över havet och antalet invånare är 113.
Terrängen runt Khāk Vānaq är kuperad åt sydväst, men åt nordost är den bergig. Runt Khāk Vānaq är det ganska glesbefolkat, med 27 invånare per kvadratkilometer. Närmaste större samhälle är Avīlaq, 12,0 km söder om Khāk Vānaq. Trakten runt Khāk Vānaq består i huvudsak av gräsmarker.